# Deinostigma poilanei
Deinostigma es un género monotípico de plantas  perteneciente a la familia Gesneriaceae. Su única especie, Deinostigma poilanei (Pellegr.) W.T.Wang & Z.Y.Li, es originaria de Vietnam donde se encuentra en Nha Trang a una altitud de 300 metros.

## Descripción
Son pequeñas plantas herbáceas perennifolias. Tiene las hojas alternas, pecioladas , ovales o elípticas, con base redondeada o peltada , el margen crenado . Las inflorescencias en cimas axilares , pedunculadas , con 1-2  flores ; bracteolas libres, ovadas . Corola de color blanco o lila, tubular. El fruto en cápsula curva, con única abertura a lo largo de la sutura dorsal. 

## Taxonomía
Deinostigma poilanei fue descrita por (Pell.) W.T.Wang & Z.Y.Li  y publicado en Acta Phytotaxonomica Sinica 30(4): 357. 1992.
Etimología
El nombre del género deriva del griego δεινος, deinos = excesiva, superior , tremendo, y στιγμα ,  estigma = estigma , refiriéndose a lo grande y a la igualdad de los dos lóbulos del estigma.
poilanei: epíteto
Sinonimia
- Hemiboea poilanei Pellegr. basónimo.[3]